# Birgitte Thott

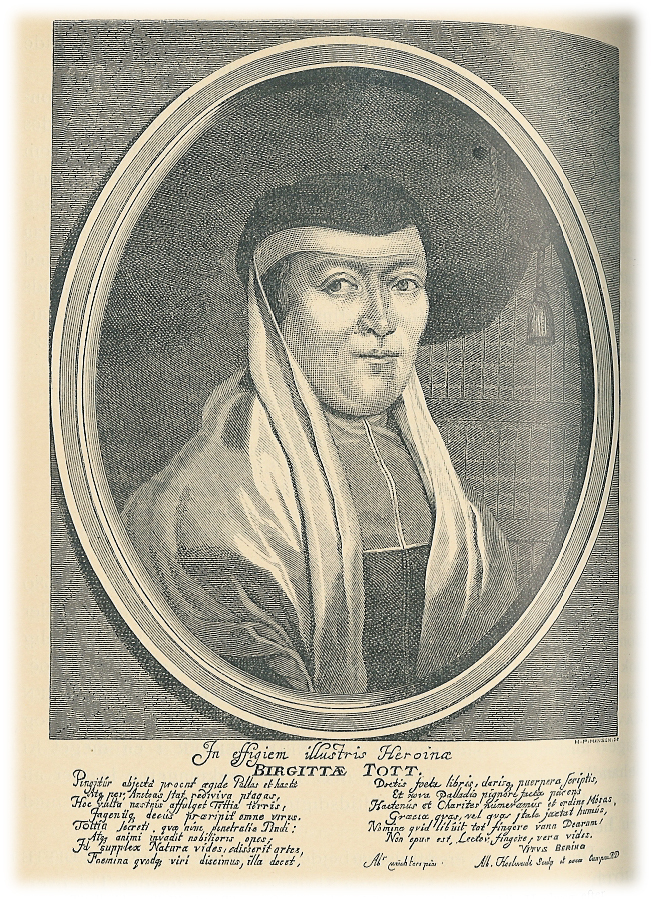
Birgitte Thott

Birgitte Thott, född 17 juni 1610 på Fårupgård i Jellings socken, död 8 april 1662 i Sorø, var en dansk översättare, författare och feminist.

## Biografi
Birgitte Thott var dotter till adelsmannen Christen Thott (1568–1617) och Sophie Below (1590–1650) samt gifte sig 1632 med Otte Gøye (1604–1642).
Birgitte Thott tycks under sin uppväxt ha tillhört i diskussionsklubben kring Holger Rosenkrantz vid hans pedagogiska seminarier på Rosenholm. Hon fick inga barn, men tog två syskondöttrar, Sophie och Elisabeth till fosterbarn. Då Elisabeth blev dödssjuk översatte hon Gode Tancker udi onde oc verre Tider av Thomas Fuller från engelskan, som redigerades och fick sitt förord av Birgitte Thott och utgavs av Thomas Bartholin 1664. Hon fortsatte också på skrivandet av sin mors familjegenealogi, ett författande som sedan övertogs av hennes syster Anne. 
Som änka fick hon ansvaret för godset Turebygård (nu Turebyholm) på Själland, där hon anställde flera lärare för sina studier. Hon lärde sig bland annat latin, hebreiska och grekiska, tyska, holländska, engelska, franska, italienska och spanska. Hon översatte Fader vår av Juan Luis Vives från latin (1658), skrifter av kalvinisterna Philippe Duplessis-Mornay och Pierre Du Moulin från franska och verk av Englands kristna moralfilosof Joseph Hall från engelskan. Huvudverket var översättningen av Seneca (1658), där hon i förordet hyllades av Jørgen Rosenkrantz, Marcus Gjøe Falcksen, Henrik Ernst, Bartholin, Hans Lauremberg, Johannes Faber, Rasmus Hansen Brochmand, Erik Pontoppidan, Jesper Lauridsen Smith, Hans Clausen Rosing, Peder Schumacher Griffenfeld och Vitus Bering; hon dedicerade översättningen till kvinnorna med orden att hon ville ge dem tillgång till Seneca även om de inte kunde latin, och påpekar att Seneca inte var emot studier för båda könen. Översättningen var den första stora översättningen av de antika klassikerna på danska.
Birgitte Thott författade på 1650-talet sitt eget verk, den moralfilosofiska avhandlingen En Tractat Om Weyen till et Lycksalligt Liff Som alle ønske sig, Faa skønne paa, Fære, ved det Rette midel Strebe effter. Det överlämnades till Sorø Akademi och gick förlorat vid branden 1813, men kopior finns bevarade i Karen Brahes Bibliotek i Landsarkivet i Odense. Verket är unikt som det enda moralfilosofiska verk i den samtida danska litteraturen. Hon framhåller att även kvinnor borde få studera för att utveckla moral och bidra till realiseringen av ett lyckligt liv. 
Turebygård plundrades av svenska soldater 1658, och hon fick 1660 legatboende på Sorø Akademi. 
Bland de 150 lärda danska kvinnor som 1650–1800 upptogs i uppslagsverk som så kallade gynæcéer brukar Thott anses som den mest framträdande. Hon var berömd i sin samtid, omnämns av historiker på 1700-talet och lovprisades av bland andra Ludvig Holberg, Otto Sperling d.y. och Ole Worm.

## Översättningar
- Fürstenspiegel av Holger Rosenkrantz från tyskan
- Epicteti liden Haandbog; Ett moralfilosofisk verk av grekiska stoiker, Epiktet (1661)
- Seneca (1658)